# Plana del Nord d'Europa

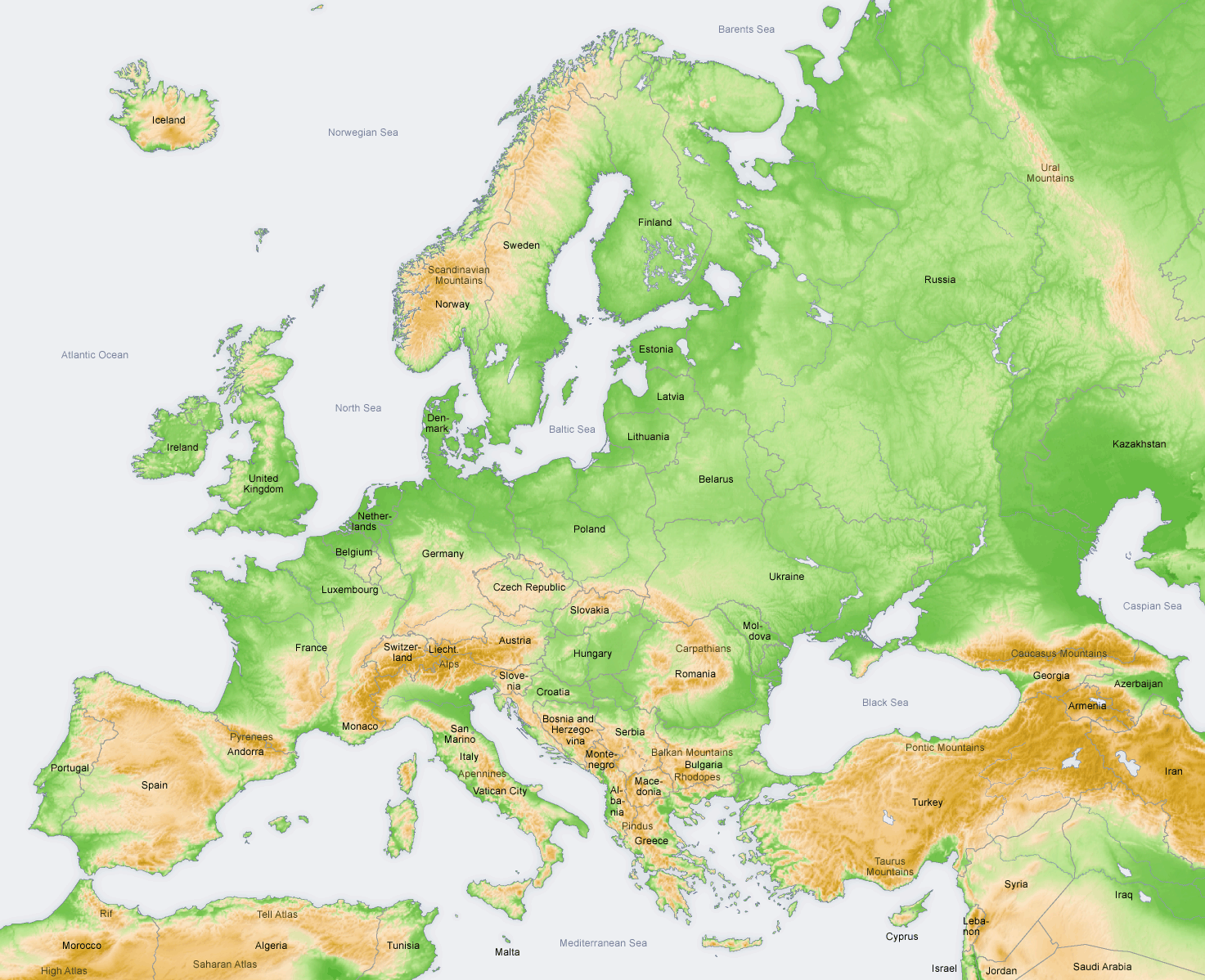

La Plana del Nord d'Europa, (alemany: Norddeutsches Tiefland o alemany: Norddeutsche Tiefebene), (polonès: Nizina Środkowoeuropejska, rus: Среднеевропейская равнина) és una regió geomorfològica d'Europa que abasta principalment Polònia, Alemanya, Dinamarca i Països Baixos. A Anglaterra, en anglès: North European Plain, en formen part les terres planes d'East Anglia, The Fens i Lincolnshire, on el paisatge és molt similar al dels Països Baixos.
Consta d'una plana baixa entre l'Europa Herciniana (altiplans d'Europa Central) al sud i el litoral de Mar del Nord i la Mar Bàltica al nord. Aquests dos mars estan separats per la Península de Jutlàndia. La Plana del Nord d'Europa està connectada amb la Plana de l'Est d'Europa, juntes formen la Plana Europea.

## Geografia
Les altituds varien entre 0 i 200 m. La major part està dedicada a l'agricultura, la regió també conté torberes, brugueres i llacs. El mar de Wadden, una gran zona de marea, es troba a la costa del mar del Nord. A la costa del mar Bàltic es troben diverses llacunes d'aigua dolça, com ara la llacuna de Szczecin, la llacuna del Vístula i la llacuna de Curonia.

## Geologia
La plana centreeuropea es troba a la zona d'una gran depressió tectònica, que es va omplir de sediments al Mesozoic i al Terciari i després es va cobrir amb formacions postglacials al Quaternari. El basament cristal·lí més antic surt a la superfície només a les vores nord i sud de les Terres Baixes.
El relleu de la major part de la superfície de les terres baixes va ser modelat durant la glaciació del Plistocè per la glacera escandinava. A les zones de les Terres Baixes, a les quals només van arribar les glaciacions més antigues, aquest relleu ja s'ha esborrat, però encara existeix a la plana danesa ia la part nord de les Terres Baixes d'Alemanya i Polònia. Diverses cadenes de morrenes terminals corren latitudinalment a través de les terres baixes, reflectint etapes individuals de glaciació. Als costats interiors de les morrenes finals hi ha superfícies muntanyenques de morrenes inferiors, i als costats exteriors de les morrenes finals hi ha grans planes al·luvials amb valls marginals de gel davant d'elles. El relleu de les Terres Baixes no és monòton.
La formació vegetal original de la plana centreeuropea eren els boscos: caducifolis a l'oest (faig i roures), a l'est una barreja de coníferes i caducifolis (inclosos pins i avets). Els sorrals van donar pas a pinedes i bruguerars. Aquest estat ha canviat gairebé del tot com a resultat de l'activitat humana a llarg termini: avui els boscos són restes naturals, especialment a l'oest de les terres baixes.

## Ubicació
La plana nord-europea cobreix Flandes (nord de Bèlgica i nord de França), els Països Baixos, el nord d'Alemanya, Dinamarca i la major part del centre-oest de Polònia; també toca la República Txeca i el sud-oest de Suècia.
També es poden considerar parts de l'est d'Anglaterra part de la mateixa plana; ja que comparteixen el seu caràcter baix i van estar connectats per terra amb el continent durant l'última edat glacial. Les planures d'Europa del Nord es troben també sota el mar Bàltic.

## Rius
D'oest a est és travessada pels rius Rin, Ems, Weser, Elba, Oder i Vístula. Les bases d'aquests rius són pesades amb un sòl prim, cosa que dificulta que l'agricultura prosperi a prop d'aquests rius.

## Subregions

### Països Baixos
Històricament, especialment a l'edat mitjana i a l'època moderna, la secció occidental ha estat coneguda com els Països Baixos.

### Plana del nord d'Alemanya
La moderna part alemanya de les terres baixes europees septentrionals també és coneguda com la plana alemanya septentrional. Gran part de la plana alemanya septentrional no és a més de 100 metres sobre el nivell del mar. A la costa del Mar del Nord, la plana és molt plana i es compon en gran part de maresmes i planes de marea. Davant la costa es troben les illes de Frísia Oriental i Frísia del Nord, que es consideren una continuació de la plana alemanya septentrional, que es va separar del continent després de les inundacions durant l'Edat mitjana.
Al llarg de la costa del Mar Bàltic, la plana es troba amb escarpats penya-segats de pedra calcària que es van formar durant les edats de gel. La plana està coberta de sorra al llarg de la costa, mentre que a l'interior hi ha aiguamolls i parem. Davant de la costa, prop de Stralsund, es troba Rügen, que és l'illa més gran d'Alemanya.
Els estats de Slesvig-Holstein, Hamburg, Bremen, Mecklenburg-Pomerània Occidental, Brandenburg, Berlín, gran part de la Baixa Saxònia i Saxònia-Anhalt, i parts de Saxònia i Rin del Nord-Westfàlia es troben en aquesta regió.
Durant la Guerra Freda, la plana septentrional alemanya es va considerar una possible ruta d'invasió del Pacte de Varsòvia a Alemanya Occidental.
En aquesta zona es troben els següents parcs, Parc Nacional Jasmund, Parc Nacional Müritz, Parc Nacional Elbtalaue i el Parc nacional del mar de Frísia de Schleswig-Holstein.
La part en el que avui és Polònia es diu plana polonesa (polonès, Niż Polski o Nizina Polska) i s'estén des del mar Bàltic al nord fins als Sudets i els Carpats al sud.

### Plana polonesa
La part de la Polònia actual s'anomena "plana polonesa" (en polonès Niz Polski o Nizina Polska) i s'estén des del mar Bàltic al nord fins als Sudets i els Carpats.

### Planes angleses
L'extensió de la plana cap a Anglaterra consisteix principalment en les planes d'Ànglia de l'Est, The Fens i Lincolnshire, on el paisatge és en parts sorprenentment semblant al dels Països Baixos.

### República Txeca
Només la petita part a l'extrem meridional de la plana nordeuropea anomenada Silesia Inferior (antigament plana de l'Oder) recorre el territori txec en quatre extremitats separades.

## Importància geopolítica
La gran plana ininterrompuda de la plana europea ofereix molt poca protecció geogràfica contra les invasions. Aquest ha estat un problema constant per als estats el cor dels quals es troba a la plana europea. Històricament, les planes han estat escenari de nombroses batalles i invasions, ja que ofereixen un accés relativament fàcil als països veïns i ofereixen un espai obert per a la maniobra dels exèrcits. També té un paper important a la Unió Europea com a regió clau per al comerç i la indústria. La política agrícola comuna de la UE, que regula la producció agrícola, també està molt influenciada per les planes. Les planes també són un important centre de producció d'energies renovables. A més, les planes també acullen molts dels llocs històrics i culturals més importants d'Europa.
La plana nord-europea serveix com a porta d'entrada entre l'Europa occidental i l'est. Connecta les principals potències europees i històricament ha estat una cruïlla de rutes comercials, la qual cosa la converteix en una zona crucial per al comerç i el transport. La seva ubicació també l'ha convertit en un punt focal d'estratègies i aliances militars al llarg de la història. Amb la seva abundància de recursos naturals i l'accés a les rutes de transport, la plana del nord d'Europa s'ha convertit en un centre industrial. És la seu dels principals centres de fabricació, ports i xarxes d'infraestructures, que contribueixen significativament a l'economia europea.
Al llarg de la història, la plana nord-europea ha estat un camp de batalla per a les potències europees. El seu terreny pla i la seva situació estratègica l'han convertit en un territori desitjable per a la conquesta i el control. Els principals conflictes, com ara la Primera i la Segona Guerres Mundials, han donat lloc a importants campanyes militars lluitades a les planes, donant forma al paisatge geopolític d'Europa.

### Influència política
Els països que comparteixen la plana del nord d'Europa exerceixen una influència política considerable dins d'Europa i en l'escenari global. Les seves polítiques i aliances afecten l'estabilitat regional, la cooperació econòmica i les relacions diplomàtiques. La Unió Europea, l'OTAN i altres organitzacions internacionals sovint consideren els interessos i preocupacions d'aquests països per la seva importància geopolítica.

### Preocupacions ambientals
Donada la seva importància, també creixen les preocupacions ambientals relacionades amb l'ús del sòl, la contaminació i el canvi climàtic. La gestió sostenible dels recursos naturals i les polítiques ambientals són cada cop més importants per mantenir l'equilibri ecològic d'aquesta regió vital, donant forma al paisatge geopolític d'Europa.